# Natalia Baránova-Masalkina
Natalia Ivánovna Baránova-Masalkina –en ruso, Наталья Ивановна Баранова-Масалкина– (nacida como Natalia Ivánovna Baránova, Krivosheino, URSS, 25 de febrero de 1975) es una deportista rusa que compitió en esquí de fondo. 
Participó en los Juegos Olímpicos de Turín 2006, obteniendo una medalla de oro en la prueba de relevo (junto con Larisa Kurkina, Yuliya Chepalova y Yevgueniya Medvedeva). Ganó dos medallas en el Campeonato Mundial de Esquí Nórdico de 2005, plata en la prueba de relevo y bronce en 30 km.

## Palmarés internacional
| Juegos Olímpicos   | Juegos Olímpicos      | Juegos Olímpicos  | Juegos Olímpicos |
| Año                | Lugar                 | Medalla           | Prueba           |
| ------------------ | --------------------- | ----------------- | ---------------- |
| 2006               | Turín (Italia)        | Medalla de oro    | Relevo 4 × 5 km  |
| Campeonato Mundial |                       |                   |                  |
| Año                | Lugar                 | Medalla           | Prueba           |
| 2005               | Oberstdorf (Alemania) | Medalla de plata  | Relevo 4 × 5 km  |
| 2005               | Oberstdorf (Alemania) | Medalla de bronce | 30 km            |